# جو فیتزپاتریک (بازیکن فوتبال)
جو فیتزپاتریک (انگلیسی: Joe Fitzpatrick؛ زادهٔ ۲۰ اوت ۱۹۹۷) بازیکن فوتبال اهل بریتانیا است.
از باشگاه‌هایی که در آن بازی کرده‌است می‌توان به باشگاه فوتبال منزفیلد تاون اشاره کرد.